# Römerlager Rödgen

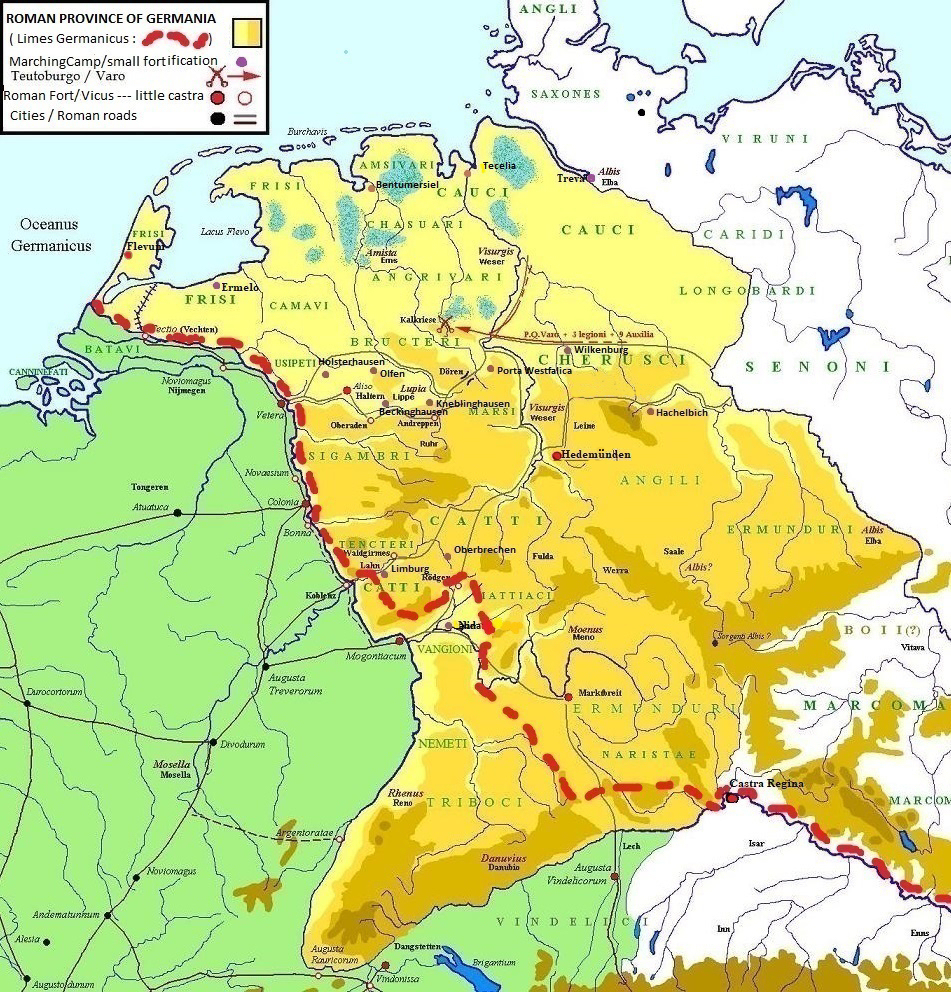
Rödgen in der Germania von Augustus

Das Römerlager Rödgen ist ein römisches Militärversorgungslager im Ortsteil Rödgen von Bad Nauheim im Wetteraukreis in Hessen. Es liegt etwa 700 Meter östlich des Lagers am Goldstein.

## Forschungsgeschichte
Das Lager wurde 1960 von einem Arzt beim Bau einer Schule entdeckt und von 1961 bis 1966 sowie 1973 durch Mitarbeiter des Saalburgmuseums großflächig ergraben.

## Geschichte
Aufgrund der Münz- und Keramikfunde gehört das Lager in den Oberadenhorizont (besser Oberaden-Rödgen-Horizont) mit einem Gründungsdatum um 10 v. Chr. Damit muss Rödgen im Zusammenhang der Drusus-Feldzüge (12 bis 8 v. Chr.) gesehen werden. Die Wetterau war ein idealer Verfügungsraum für die Drususoffensive gegen Germanien. Hier konnten Truppen gesammelt und die Versorgung der nach Norden (Hedemünden) orientierten Legionen organisiert werden.
Das Lager liegt auf einer Anhöhe und nimmt eine Fläche von 3,3 Hektar ein und war von einer 3 Meter breiten Holz-Erde-Mauer mit vorgelagertem Doppelgraben umgeben.
Bei der Innenbebauung fallen die drei großen horrea (Lagerhäuser) auf, die für ein Versorgungs- und Nachschublager in der Etappe sprechen. Das Lager bot einer etwa 1000 Mann starken Besatzung Platz. Bislang konnte jedoch nicht festgestellt werden, zu welcher Legion das Versorgungslager gehörte.
Ein prominenter Fund aus Rödgen ist ein strigilis (Abstreifblech zum Zwecke der Hautreinigung) mit verziertem Kopfteil und Stempel (PRIMI).
Nach Beendigung des Feldzuges wurde das Lager durch die Römer selbst planmäßig durch Brand niedergelegt. Germanicus errichtete bei seinem Feldzug zwei Jahrzehnte später ein Militärlager auf dem Burgberg von Friedberg, etwa 3 km südlich von Rödgen, welches dann bis 260 n. Chr. der römische Stützpunkt in dieser Region war.

## Denkmalschutz
Der Bereich des Lagers ist ein Bodendenkmal nach dem Hessischen Denkmalschutzgesetz. Nachforschungen und gezieltes Sammeln von Funden sind genehmigungspflichtig, Zufallsfunde an die Denkmalbehörden zu melden.